# (7918) Berrilli
(7918) Berrilli est un astéroïde de la ceinture principale.

## Description
(7918) Berrilli est un astéroïde de la ceinture principale. Il fut découvert le 2 mars 1981 à Siding Spring par Schelte J. Bus. Il présente une orbite caractérisée par un demi-grand axe de 2,45 UA, une excentricité de 0,22 et une inclinaison de 5,9° par rapport à l'écliptique.

## Compléments